# NGC 7010
NGC 7010 est une vaste galaxie elliptique située dans la constellation du Verseau. Sa vitesse par rapport au fond diffus cosmologique est de 8 190 ± 26 km/s, ce qui correspond à une distance de Hubble de 120,8 ± 8,5 Mpc (∼394 millions d'al). NGC 7010 a été découverte par l'astronome britannique John Herschel en 1823. Elle fut également découverte indépendamment par l'astronome français Guillaume Bigourdan le 27 aout 1886, et par la suite listée comme IC 5082 au sein de l'Index Catalogue.
Cette galaxie renferme des coquilles proéminentes. Ces coquilles sont bien visibles sur les images rouges ou bleues.